# Nils Allègre
Nils Allègre (2 januari 1994) is een Franse alpineskiër.

## Carrière
Allègre maakte zijn wereldbekerdebuut in oktober 2014 in Sölden. In november 2017 scoorde hij in Lake Louise zijn eerste wereldbekerpunt. Op de wereldkampioenschappen alpineskiën 2019 in Åre eindigde de Fransman als veertiende op de Super G. In december 2019 behaalde Allègre in Bormio zijn eerste toptienklassering in een wereldbekerwedstrijd.

## Resultaten

### Olympische Winterspelen
| Jaar | Plaats | Resultaten  |
| ---- | ------ | ----------- |
| 2022 | Peking | 26e Super G |

### Wereldkampioenschappen
| Jaar | Plaats             | Resultaten                                      |
| ---- | ------------------ | ----------------------------------------------- |
| 2019 | Åre                | 14e Super G                                     |
| 2021 | Cortina d'Ampezzo  | 7e Afdaling 21e Super G DNS2 Alpine combinatie  |
| 2023 | Courchevel-Méribel | 21e Afdaling 21e Super G DNS2 Alpine combinatie |
| 2025 | Saalbach           | 10e Afdaling 17e Super G DNF2 Teamcombinatie    |

### Wereldbeker
Eindklasseringen
| Seizoen   | Algm | AD  | SG  | AC  |
| --------- | ---- | --- | --- | --- |
| 2017/2018 | 141e | -   | 43e | -   |
| 2018/2019 | 72e  | 38e | 29e | 25e |
| 2019/2020 | 30e  | 21e | 16e | 13e |
| 2020/2021 | 40e  | 21e | 14e |     |
| 2021/2022 | 74e  | 41e | 26e |     |
| 2022/2023 | 32e  | 24e | 12e |     |
| 2023/2024 | 17e  | 10e | 9e  |     |
| 2024/2025 | 19e  | 10e | 12e |     |

Wereldbekerzeges
| Datum           | Plaats                 | Onderdeel |
| --------------- | ---------------------- | --------- |
| 27 januari 2024 | Garmisch-Partenkirchen | Super G   |